# Суховєй Світлана Іванівна
Світлана Іванівна Суховєй (нар. 28 жовтня 1952, Мозир, Білоруська РСР) — радянська та білоруська кіно- і театральна акторка. Заслужена артистка Республіки Білорусь,  голова ГО «Білоруська гільдія акторів кіно» (з 1989), член Білоруської спілки кінематографістів (з 1975), Білоруського союзу театральних діячів (з 1997) та членом ради Спеціального фонду Президента Республіки Білорусь із підтримки талановитої молоді.

## Життєпис
Закінчила ВДІК у 1973 році, майстерня Ігора Таланкіна. У кіно з 1967 року.
Акторка Театру-студії кіноактора в Мінську.

## Фільмографія
- Бабине царство (1967);
- Сини йдуть у бій (1969);
- Директор (1969);
- Чорні сухарі (1971);
- Співай пісню, поете... (1971);
- Командир щасливої «Щуки» (1972);
- Фронт без флангів (1974);
- Веселий калейдоскоп (1974);
- Такі високі гори (1974);
- Надійна людина (1975);
- Порт (1975);
- Пам'ять землі (1976);
- Пригоди Травки (1976);
- Фронт за лінією фронту (1977);
- Гонки без фінішу (1977);
- Зустріч в кінці зими (1978);
- Я хочу вас бачити (1978);
- Прийміть телеграму в борг (1979);
- Проти течії (1981);
- З кішки все і почалося...
- Аукціон (1983);
- Дивіться на траву (1983);
- Третій у п'ятому ряду (1984);
- Не хочу одружуватися! (1993);
- Любити по-російськи-2 (1996);
- Любити по-російськи-3 (1999);
- Шанувальник (1999);
- Фабрика мрій (2004);
- Гальмівний шлях (2007);
- Каменська-6 (2011);
- Поклич, і я прийду (2014).